# Deutsche Tschadseeländer

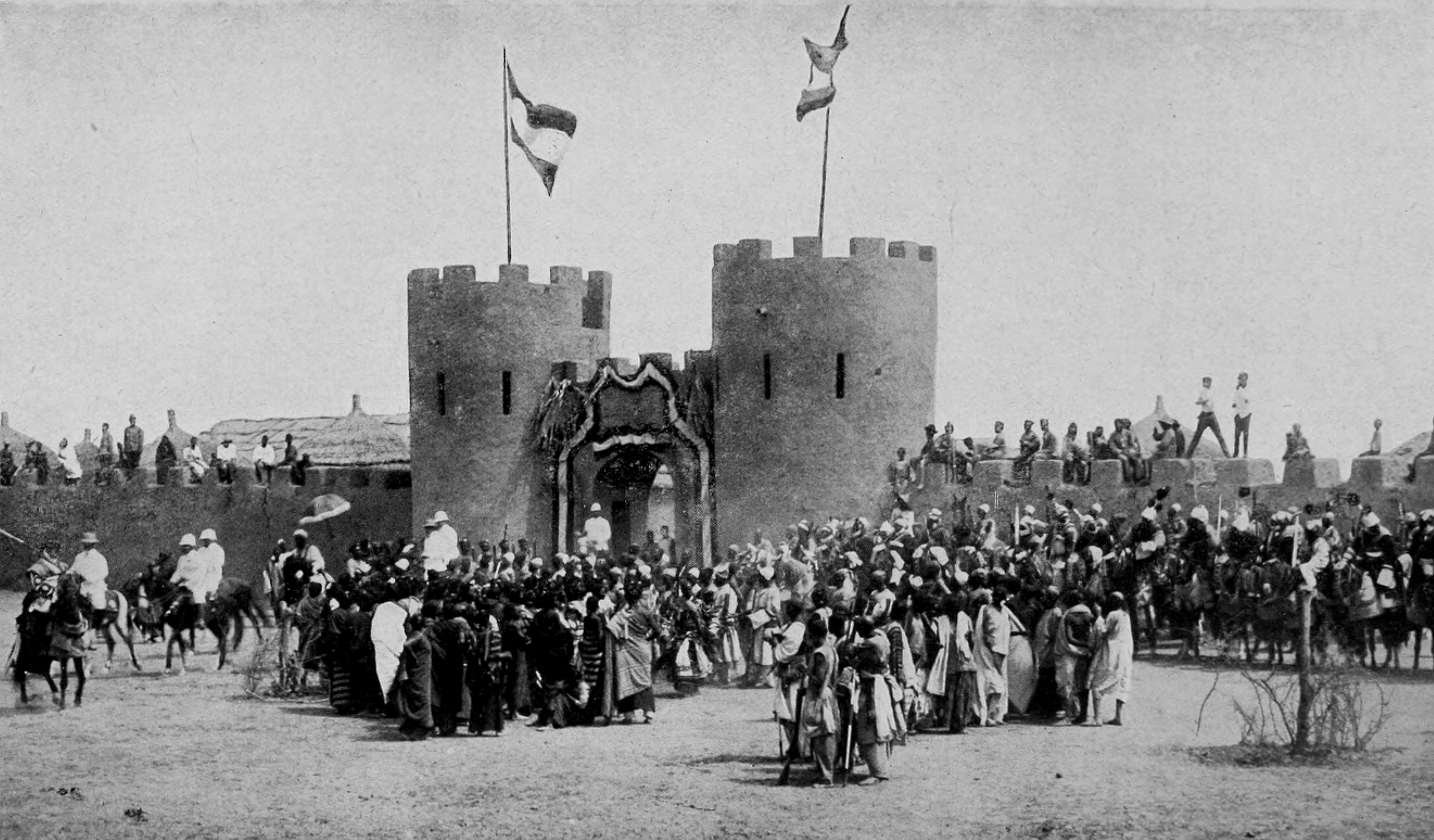
Deutsche Station in Kusseri um 1910

Die Deutschen Tschadseeländer waren ein Verwaltungsgebiet, eine Residentur, der deutschen Kolonie Kamerun.

## Geographie
Die Deutschen Tschadseeländer lagen im Tschadseebecken. Das Residenturgebiet umfasste von Nord nach Süd den Bereich vom Südufer des Tschadsees bis zur Residentur Adamaua durch das nördliche Mandara-Gebirge und die südliche Grenze der Musgu-Gebiete auf dem linken Logoneufer. In der West-Ost-Ausdehnung reichten die Deutschen Tschadseeländer im Westen bis zur Grenze der britischen Kolonie Nigeria und im Osten bis zur Grenze der französischen Kolonie Äquatorialafrika.
1911 gingen die östlichen Landesteile, der „Entenschnabel“, durch einen Gebietsaustauschvertrag zwischen Frankreich und Deutschland, dem Marokko-Kongo-Abkommen, an die französische Kolonie Äquatorialafrika.

## Geschichte

### Eroberung

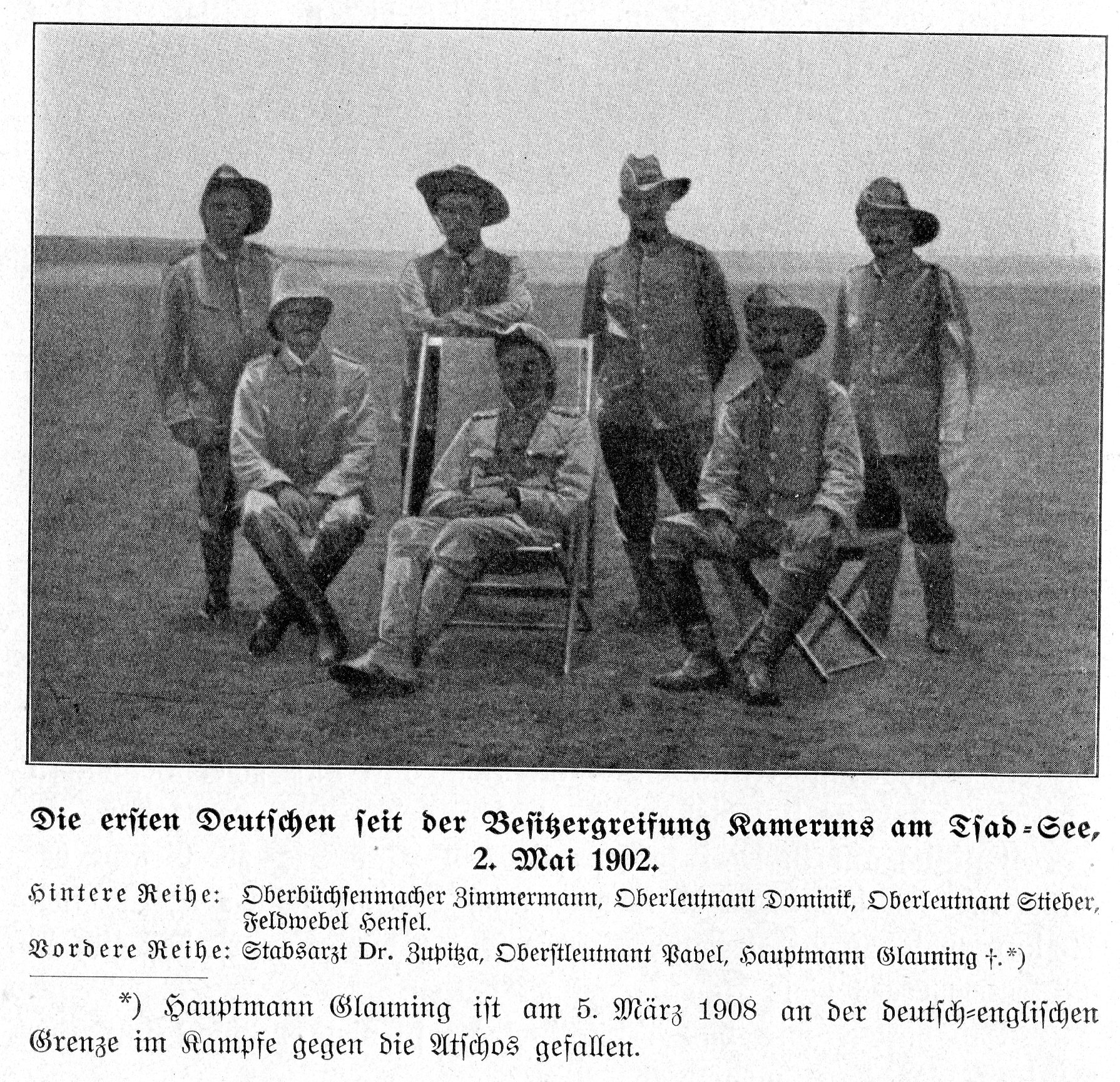
Ankunft der Expedition des Schutztruppenkommandanten von Kamerun am Tschadsee im Jahre 1902

Voraussetzung für die Errichtung der deutschen Herrschaft am Tschadsee war die Niederwerfung des islamischen Emirats Fombina (Adamaua) in den Jahren 1899 bis 1902. Mit dem Sieg im Gefecht von Miskin-Marua (18. bis 21. Januar 1902) zwischen der deutschen Schutztruppe unter Hans Dominik und einheimischen Herrschern hatte sich die deutsche Herrschaft in Nordkamerun durchgesetzt.
Der Kommandeur der Schutztruppe in Kamerun, Curt von Pavel, leitete im November 1901 militärische Operationen im Norden Kameruns, an denen er anschließend, ohne Auftrag des Gouverneurs von Kamerun, Jesko von Puttkamer, eine Expedition nach Banjo und zum Tschadsee führte. Während dieser Expedition stellte er die Sultanate Mandara, Bornu, die Kotoko-Staaten und die Schua-Araber unter deutschen "Schutz" und löste die provisorische französische Besatzung im deutschen Bereich des Tschadsees ab, die nach dem Sieg in der Schlacht bei Kusseri im April 1900 das Land am südlichen Tschadsee kontrollierte. Die Expedition Pavels wurde auch unterstützt durch die einheimischen Herrscher im Tschadseegebiet, die ihm Boten mit Schreiben sandten, sie zu befreien von der französischen Herrschaft, die ihre Gebiete ausplünderte.

### Verwaltung

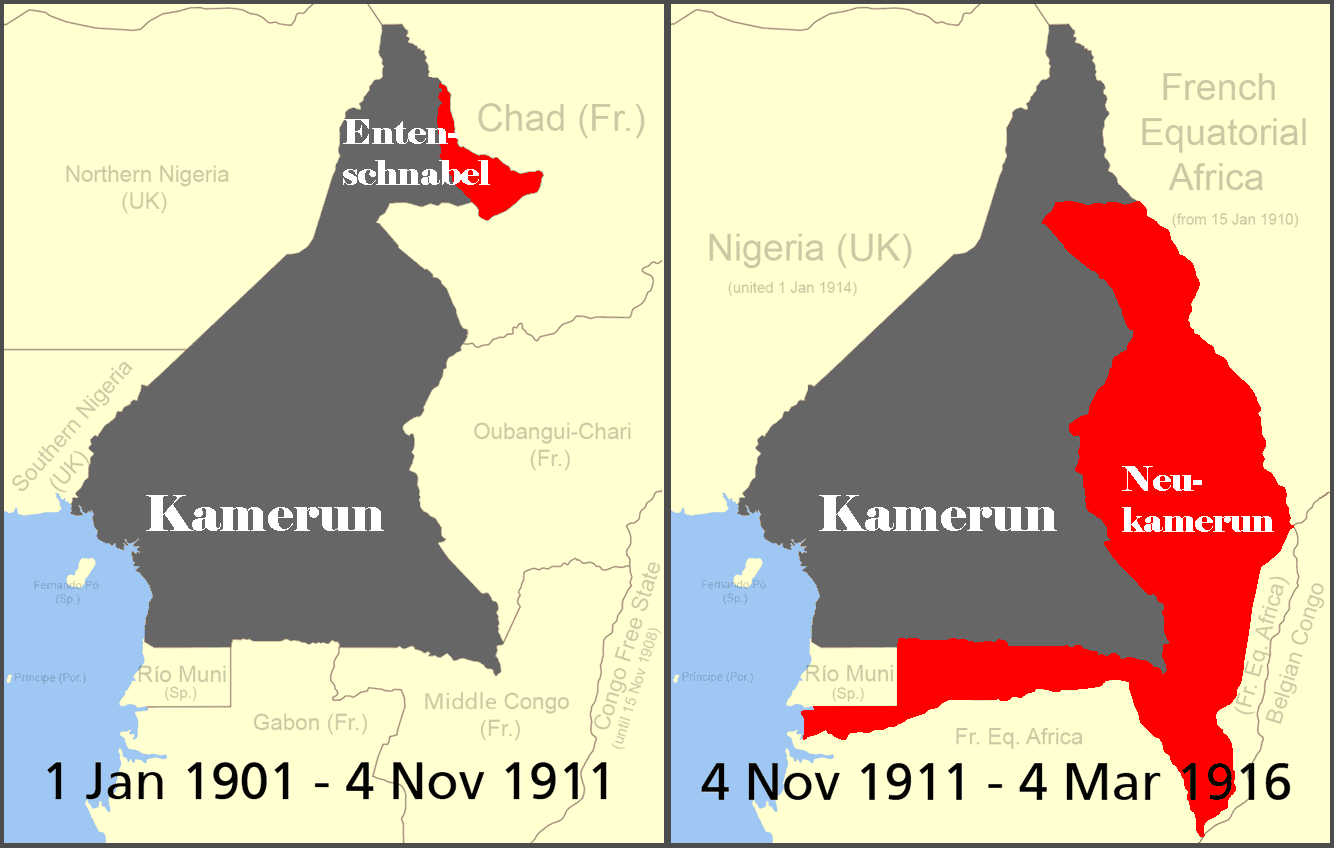
Die linke Karte zeigt in rot den 'Entenschnabel'. Die Südgrenze der Deutschen Tschadseeländer verläuft in etwa an der Engstelle auf der linken Karte zwischen dem nördlichen Teil und der Hauptlandmasse von Kamerun.

Da vorläufig aus Mangel an Kräften eine unmittelbare deutsche Verwaltung, wie in Südkamerun, das in Bezirksämter aufgeteilt war, nicht möglich war, wurde, wie in Adamaua auch, 1903 in den Deutschen Tschadseeländern eine Residentur als indirekte Herrschaft eingerichtet. Das heißt, die einheimische Verwaltung blieb bestehen, aber unter Aufsicht eines deutschen Residenten. Zur Stärkung der deutschen Herrschaft wurden die ehemaligen Staaten, Sultanate und Lamitate in Nordkamerun neu aufgeteilt und an getreue afrikanische Herrscher vergeben. So wurden die ehemaligen Vasallenstaaten Gulfei und Kusseri des Reiches Bornu, beide im Bereich der Deutschen Tschadseeländer liegend, im Mai 1902 von Dominik zu selbständigen Sultanaten erklärt und das Sultanat Deutsch-Bornu eingerichtet. Der höchste deutsche Beamte für koloniale Angelegenheiten, der Direktor der Kolonialabteilung des Auswärtigen Amtes, Oscar Wilhelm Stübel, gab am 9. Januar 1903 einen Erlass heraus, in dem es heißt:

„Für die sämtlichen Garnisonen des Adamaua- und Tschadseegebietes verbleibt es bei der in meinem früheren Erlaß erteilten Instruktion, dass sie sich jeglicher Verwaltungstätigkeit in ihren Bezirken zu enthalten und sich lediglich nach Art der englischen und holländischen Residenten in Indien als Ratgeber der einheimischen Machthaber zu betrachten haben...“

Sitz der Residentur der Deutschen Tschadseeländer war Kusseri, dass am Nordostrand der Residentur lag und mit der Gebietsabtretung des 'Entenschnabels' von 1911 noch mehr in Randlage als Residentursitz geriet, und so wurde 1913 das in der Mitte der Residentur gelegene Mora neuer Residentursitz.

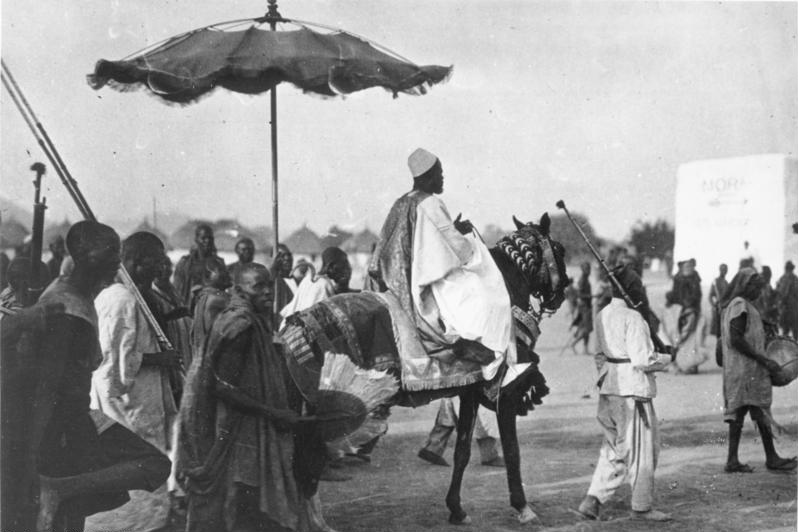
Ein Sultan mit seinem Gefolge in Mora um 1912

Da die Deutschen Tschadseeländer eine Residentur waren, wurden keine Steuern erhoben, sondern ein jährlicher Tribut an die Hauptstadt von Kamerun, Duala, abgeführt. War vor der deutschen Kolonialherrschaft im Gebiet der Deutschen Tschadseeländer ein Tribut an den Herrscher in Yola zu zahlen, so betrug der Tribut der beiden Residenturen Deutsche Tschadseeländer und Adamaua für 1905 30.000 Reichsmark. Für 1914 waren von beiden Residenturen im Ganzen 200.000 Reichsmark an Tribut zu zahlen.
Als Ergebnis der Neuordnung der Herrschaft im Bereich der Deutschen Tschadseeländer blieben weiterhin moslemische Herrscher an der Macht, die auch weiterhin die nicht-moslemische Bevölkerung drangsalierten und als Sklaven nahmen. Noch 1907 erfolgten von den Moslems Sklavenjagden auf die nicht-islamische Bevölkerung in den Deutschen Tschadseeländern.
Die deutsche Niger-Benue-Tschadsee-Expedition durchzog vom Januar bis zum März 1903 auch die Deutschen Tschadseeländer zur Untersuchung der wirtschaftlichen Gegebenheiten in den erforschten Gegenden. Im Expeditionsbericht heißt es über die Wirtschaft im Gebiet – noch Bornu genannt:

„Straußenfedern kommen meist aus Bornu, wo wilde Strauße gejagt und zahme zahlreich gezüchtet werden; diese letztere Industrie ist sehr lohnend und erweiterungsfähig, sie befindet sich erst im Anfangsstadium. Die deutsche Verwaltung in Bornu wird gut daran tun, ihr Hauptaugenmerk auf die Hebung der Straußenzucht zu richten, indem sie engere Fühlung mit den züchtenden Arabern zu gewinnen sucht.“

Ausgeführt aus den Tschadseeländern nach Deutschland wurde Schibutter, das Fett der ausgepressten Kerne der Früchte des Schibaums.
1913 wurde die Residentur Adamaua geteilt in die Residentur Ngaundere und in die "Residentur Garua". Pläne zur Zusammenfassung der Residenturbezirke Garua, Ngaundere und Deutsche Tschadseeländer, und unter Umständen des Bezirks Ober-Logone in Neukamerun, zu einem Provinzialverband unter der Leitung eines Oberregierungsrats, wurden kurz vor dem Ersten Weltkrieg diskutiert, aber nicht mehr verwirklicht.

### Erster Weltkrieg
Zu Beginn des Ersten Weltkrieges, Anfang August 1914, lag in den Deutschen Tschadseeländern in Kusseri ein kleiner deutscher Militärposten mit etwa 30 Mann der Schutztruppe und in Mora die 3. Kompanie der deutschen Schutztruppe in Kamerun. Auf französischer Seite lag in Fort Lamy eine bedeutend größere Truppe als in Kusseri. Bis Ende September 1914 konnten alle französischen Angriffe auf Kusseri abgewehrt werden. Dann zogen sich die deutschen Verteidiger nach Mora zurück. Dort hielt die kleine deutsche Truppe unter dem Kommando des Residenten der Deutschen Tschadseeländer, Hauptmann Ernst von Raben, unter der Belagerung von britischen Truppen, die Stellung. Erst nachdem Raben die Nachricht erhielt, dass die deutsche Schutztruppe in Kamerun in den ersten beiden Februarwochen 1916, vor der alliierten Übermacht weichend, in die Internierung in die neutrale spanische Kolonie Muni übergetreten war, hatte das Aushalten in Mora zur Bindung von Feindkräften keinen Sinn mehr und am 18. Februar 1916 ergab sich der Resident der Deutschen Tschadseeländer mit seiner Truppe. Da Deutschland durch den Versailler Vertrag von 1919 seine Kolonien verlor, endete damit auch die Geschichte der Deutschen Tschadseeländer.

## Residenten
- 1903–1904: Sylvester Stieber
- 1904–1905: Wilhelm Langheld
- 1906–1908: Carl Zimmermann[8]
- 1913–1914: Adolf von Duisburg
- 1914–1916: Ernst von Raben